# Paul Chelimo
Paul Kipkemoi Chelimo (Iten, 27 de outubro de 1990) é um atleta estadunidense, medalhista olímpico.
Em 2010, Chelimo inicialmente foi para os EUA para correr pelo Shorter College, onde venceu os 3000 metros e fez parte da equipe vencedora de revezamento medley. Nos Jogos Olímpicos de Verão de 2020, conquistou a medalha de bronze na prova de 5000 metros masculino com o tempo de 12:59.05. Ele também faz parte do Exército dos Estados Unidos.